# シベリウス (小惑星)
シベリウス（1405 Sibelius）は、小惑星帯の内縁部に位置する小惑星。石質のフローラ族の小惑星であり直径は約8キロメートル。1936年9月12日にフィンランド南西のトゥルク天文台でフィンランドの天文学者ユルィヨ・バイサラにより発見された。名称はフィンランドの作曲家であるジャン・シベリウスにちなんでいる。

## 軌道と分類
シベリウスはメインベルト全体の石質小惑星の中で有数の存在比率であるフローラ族である。メインベルトの内側寄りに太陽から1.9 - 2.6AUの距離の公転軌道を取っており、公転周期は3年5か月（1,234日）である。軌道離心率は0.15、軌道傾斜角は黄道に対して7度。天体のobservation arcは公式な発見となる観測の2週間前にトゥルクで行われた観測から始まっている。

## 物理的性質
シベリウスはパンスターズ観測調査によりS型小惑星に分類されている。

### 自転周期
2007年10月、チェコのオンドジェヨフ天文台でペトル・プラヴェツがシベリウスの自転によるライトカーブを得た。ライトカーブの分析により、0.11等級（U=3-）の明るさの変化を伴い自転周期は6.051時間であると算出された。

### 直径とアルベド
IRASとNASAの広域赤外線探査衛星（WISE）の役割を延長したNEOWISEミッションによる観測から、シベリウスの直径は6.21キロメートルから12.18キロメートルであり、表面のアルベドは0.14から0.48の間であるとされた。「Collaborative Asteroid Lightcurve Link」ではペトル・プラヴェツがWISEの熱観測を修正した結果としてアルベド0.3191、直径7.20キロメートルという数値を採用している。

## 命名
この小天体の名前はロマン派から近代にかけてのフィンランドのヴァイオリニストで作曲家であるジャン・シベリウスから採られている。名称の承認は1977年11月以前に小惑星センターから公表されている（M.P.C. 3928）。